# ヴェネサット-1
ヴェネサット-1（Venesat-1）はベネズエラ初の人工衛星。2008年10月29日16時53分（GMT）に西昌衛星発射センターのLA-2から長征3号Bロケットによって打ち上げられ、シモン・ボリーバル（Simón Bolívar）と命名してボリビアの大統領エボ・モラレスとともに打ち上げを見守った当時のウゴ・チャベス大統領は「南米統合の象徴」と称えた。
ヴェネサット-1はベネズエラの科学技術省によって運用され、重量は5100kg、想定耐用年数は15年。設計および製造、打上げ、制御、監視はすべて中国航天工業公司の子会社である中国長城工業株式会社（CGWIC）が行った。東方紅4号衛星バスを基にしている。
2009年10月の段階で1580の衛星アンテナがベネズエラ国内に敷設されており、主に通信や遠隔医療、通信教育などのサービスを提供している。